# Course en ligne féminine aux championnats du monde de cyclisme sur route 1986
Navigation
1985 1987
La course en ligne féminine aux championnats du monde de cyclisme sur route 1986 a lieu le 4 septembre 1986 à Colorado Springs aux États-Unis. Cette édition est remportée par la Française Jeannie Longo.

## Classement
|                                    | Coureuse                | Pays             |    | Temps           |
| ---------------------------------- | ----------------------- | ---------------- | -- | --------------- |
| Médaille d'or, Coupe du Monde      | Jeannie Longo           | France           | en | 1 h 38 min 56 s |
| Médaille d'argent, Coupe du Monde  | Janelle Parks           | États-Unis       | +  | 10 s            |
| Médaille de bronze, Coupe du Monde | Alla Jakovleva          | Union soviétique |    | 10 s            |
| 4                                  | Ute Enzenauer           | Allemagne        |    | 10 s            |
| 5                                  | Unni Larsen             | Norvège          |    | 10 s            |
| 6                                  | Sandra Kratz-Schumacher | Allemagne        |    | 10 s            |
| 7                                  | Roberta Bonanomi        | Italie           |    | 10 s            |
| 8                                  | Tea Vikstedt-Nyman      | Finlande         |    | 24 s            |
| 9                                  | Irina Kolesnikova       | Union soviétique |    | 34 s            |
| 10                                 | Inga Thompson           | États-Unis       |    | 43 s            |
| 11                                 | Connie Meijer           | Pays-Bas         |    | 48 s            |
| 12                                 | Francesca Galli         | Italie           |    | 48 s            |
| 13                                 | Imelda Chiappa          | Italie           |    | 48 s            |
| 14                                 | Susan Ehlers            | États-Unis       |    | 48 s            |
| 15                                 | Dominique Damiani       | France           |    | 51 s            |
| 16                                 | Galina Matsyk           | Union soviétique |    | 51 s            |
| 17                                 | Virginie Lafargue       | France           |    | 51 s            |
| 18                                 | Nadesja Kibardina       | Union soviétique |    | 55 s            |
| 19                                 | Elizabeth Hepple        | Australie        |    | 55 s            |
| 20                                 | Lisa Brambani           | Royaume-Uni      |    | 1 min 0 s       |
| 21                                 | Ines Varenkamp          | Allemagne        |    | 1 min 24 s      |
| 22                                 | Tamara Poliakova        | Union soviétique |    | 1 min 24 s      |
| 23                                 | Sue Thompson            | Royaume-Uni      |    | 1 min 26 s      |
| 24                                 | Barbara Erdin-Ganz      | Suisse           |    | 1 min 40 s      |
| 25                                 | Agnes Dusart            | Belgique         |    | 1 min 43 s      |
| 26                                 | Pascale Ranucci         | France           |    | 1 min 43 s      |
| 27                                 | Cécile Odin             | France           |    | 1 min 43 s      |
| 28                                 | Elisabeth Westman       | Suède            |    | 1 min 43 s      |
| 29                                 | Marion Levin            | Suède            |    | 1 min 43 s      |
| 30                                 | Marie Höljer            | Suède            |    | 1 min 43 s      |
| 31                                 | Rebecca Whitehead       | États-Unis       |    | 3 min 55 s      |
| 32                                 | Dany Bonnoront          | France           |    | 3 min 55 s      |
| 33                                 | Madonna Harris          | Nouvelle-Zélande |    | 3 min 55 s      |
| 34                                 | Heleen Hage             | Pays-Bas         |    | 3 min 55 s      |
| 35                                 | Marianne Berglund       | Suède            |    | 4 min 45 s      |
| 36                                 | Luisa Seghezzi          | Italie           |    | 5 min 2 s       |
| 37                                 | Kathleen Shannon        | Australie        |    | 5 min 2 s       |
| 38                                 | Edith Schönenberger     | Suisse           |    | 5 min 2 s       |
| 39                                 | Sara Neil               | Canada           |    | 5 min 2 s       |
| 40                                 | Geneviève Robic-Brunet  | Canada           |    | 5 min 2 s       |
| 41                                 | Robyn Battison          | Australie        |    | 5 min 2 s       |
| 42                                 | Laima Zilporytė         | Union soviétique |    | 5 min 2 s       |
| 43                                 | Paula Westher           | Suède            |    | 5 min 2 s       |
| 44                                 | Valérie Simonnet        | France           |    | 5 min 2 s       |
| 45                                 | Mieke Havik             | Pays-Bas         |    | 5 min 2 s       |
| 46                                 | Viola Paulitz-Müller    | Allemagne        |    | 5 min 2 s       |
| 47                                 | Katrin Tobin            | États-Unis       |    | 5 min 2 s       |
| 48                                 | Muriel Sharp            | Royaume-Uni      |    | 5 min 2 s       |
| 49                                 | Anita Valen-De Vries    | Norvège          |    | 5 min 2 s       |
| 50                                 | Lory Laroy              | Belgique         |    | 5 min 2 s       |
| 51                                 | Maria Blower            | Royaume-Uni      |    | 5 min 2 s       |

|                      | Coureuse               | Pays       |  | Temps       |
| -------------------- | ---------------------- | ---------- |  | ----------- |
| Autres compétitrices |                        |            |  |             |
| 56                   | Monique de Bruin       | Pays-Bas   |  | 5 min 2 s   |
| 58                   | Greta Fleerackers      | Belgique   |  | 5 min 2 s   |
| 62                   | Karina Skibby          | Danemark   |  | 5 min 2 s   |
| 63                   | Danute Bankaitis-Davis | États-Unis |  | 5 min 2 s   |
| 64                   | Nadine Fiers           | Belgique   |  | 11 min 2 s  |
| 65                   | Jutta Niehaus          | Allemagne  |  | 11 min 2 s  |
| 67                   | Johanna Hack           | Autriche   |  | 14 min 20 s |
| 69                   | Helle Sørensen         | Danemark   |  | 16 min 13 s |